# Parafia św. Marcina w Ochodzach
Parafia św. Marcina – rzymskokatolicka parafia położona przy ulicy Myśliwskiej 10 w Ochodzach. Parafia należy do dekanatu Prószków w diecezji opolskiej.

## Historia parafii
Do 1889 roku Ochodze należało do parafii Matki Boskiej Szkaplerznej w Chrząszczycach, natomiast od 1889 roku do parafii Parafia św. Franciszka z Asyżu w Komprachcicach. W 1941 roku został przeniesiony z Komprachcic drewniany kościół św. Marcina, wybudowany w 1702 roku. W 1942 roku erygowana zostaje parafia jako lokalia parafii w Komprachcicach.

## Zasięg parafii
Parafie zamieszkuje 950 mieszkańców, swym zasięgiem duszpasterskim obejmuje ona wieś Ochodze.

### Inne kościoły, kaplice i domy zakonne
- Kościół św. Marcina w Ochodzach – kościół parafialny.

### Szkoły i przedszkola
- Publiczna Szkoła Podstawowa w Ochodzach,
- Publiczne Przedszkole w Ochodzach[3].

## Duszpasterze

### Proboszczowie po 1945 roku
- ks. Eryk Puchala,
- ks. Jan Różalski,
- ks. Henryk Zając,
- ks. Piotr Burczyk,
- ks. Erwin Kuzaj[2].